# UFI (associazione)
L’UFI (in origine Union des Foires Internationales, da cui l'acronimo) è un'associazione mondiale che raggruppa gli organizzatori, i proprietari e le organizzazioni nazionali ed internazionali dell'industria fieristica.
L'UFI è stata fondata il 15 aprile 1925 a Milano da 20 fiere europee, che avevano sede a Bordeaux, Bruxelles, Budapest, Colonia, Danzica, Francoforte sul Meno, Lipsia, Lubiana, Leopoli, Lione, Milano, Nižnij Novgorod, Padova, Parigi, Praga, Reichenberg, Utrecht, Valencia, Vienna e Zagabria.
Al 2011, dell'UFI fanno parte più di 550 membri che provengono da più di 84 nazioni e che organizzano più di 4.500 eventi.